# Jordi William Carnes i Ayats
Jordi William Carnes i Ayats (Barcelona, 6 de desembre de 1959) és un filòleg i polític català director general de Turisme de Barcelona entre 2014 i 2018. Fou diputat al Parlament de Catalunya i conseller d'Agricultura, Ramaderia i Pesca de la Generalitat de Catalunya en la VIII Legislatura, entre 2006 i 2007.

## Trajectòria
Va ser membre del Moviment d'Universitaris i Estudiants Cristians MUEC, on tingué càrrecs directius. Durant la seva etapa universitària es va vincular a les JSC i al PSC. Fou membre del secretariat i vicepresident del Consell de la Joventut de Barcelona CJB(1980-1983) i del Consell Nacional de la Joventut de Catalunya CNJC(1984-1986).
És Llicenciat en filologia germànica (1983) per la Universitat de Barcelona i Master en Administració Pública per ESADE (2001-2002). Ha treballat com a professor d'anglès de COU i de formació professional de segon grau (1980-1983) a l'Acadèmia Penyalver i a l'Escola Modeclar de Barcelona, i també com a tècnic al Servei de Joventut de la Diputació de Barcelona (1984-1988), on va desenvolupar diverses tasques en l'àmbit de les polítiques municipals de joventut.
A la Diputació de Barcelona, ha estat coordinador del grup socialista (1989-1991), Comissionat per als Programes Intersectorials i Territori, adjunt al cap del Gabinet de la Presidència (1991-1996) i cap del Gabinet de la Presidència (1996-2000).

## Trajectòria política pública
Va ser Director General de Desenvolupament Rural (2003-2006) del Departament d'Agricultura, Ramaderia i Pesca, i fou elegit diputat a les eleccions al Parlament de Catalunya de 2006 pel PSC-PSOE. Ha sigut un breu temps conseller d'Agricultura, Ramaderia i Pesca de la Generalitat de Catalunya (2006).
Del 2007 al 2011 fou primer tinent d'alcalde de l'Ajuntament de Barcelona, president de Mercabarna i de la societat municipal 22@. Reelegit a les eleccions municipals espanyoles de 2011, passà a l'oposició amb el grup municipal socialista. El juliol de 2013 deixà l'Ajuntament i passà a l'empresa privada.
Entre el de 2 de juliol de 2014 i l'1 de febrer de 2018 ocupà el càrrec de director general de Turisme de Barcelona. Entre 2011 i 2019 fou president del Cercle Tecnològic.